# Ain't a Party
Singles de David Guetta
Right Now
(2013) Shot Me Down
(2014)
Ain't a Party est une chanson du DJ et producteur français David Guetta et du groupe néerlandais Glowinthedark en collaboration avec le chanteur britannique Harrison Shaw, sortie en single le 8 janvier 2013. La chanson est écrite par David Guetta, Giorgio Tuinfort, Jean Baptiste, Albert Budhai et Abrigael Ramos.

## Liste des pistes
| 1. | Ain't a Party (featuring Harrison (radio edit)) | 3:14 |

| 1. | Ain't a Party (featuring Harrison (extended version)) | 6:03 |

## Classement
| Classement (2013) | Meilleure position |
| ----------------- | ------------------ |
| France (SNEP)     | 72                 |